# Szlachta (Osieczna)

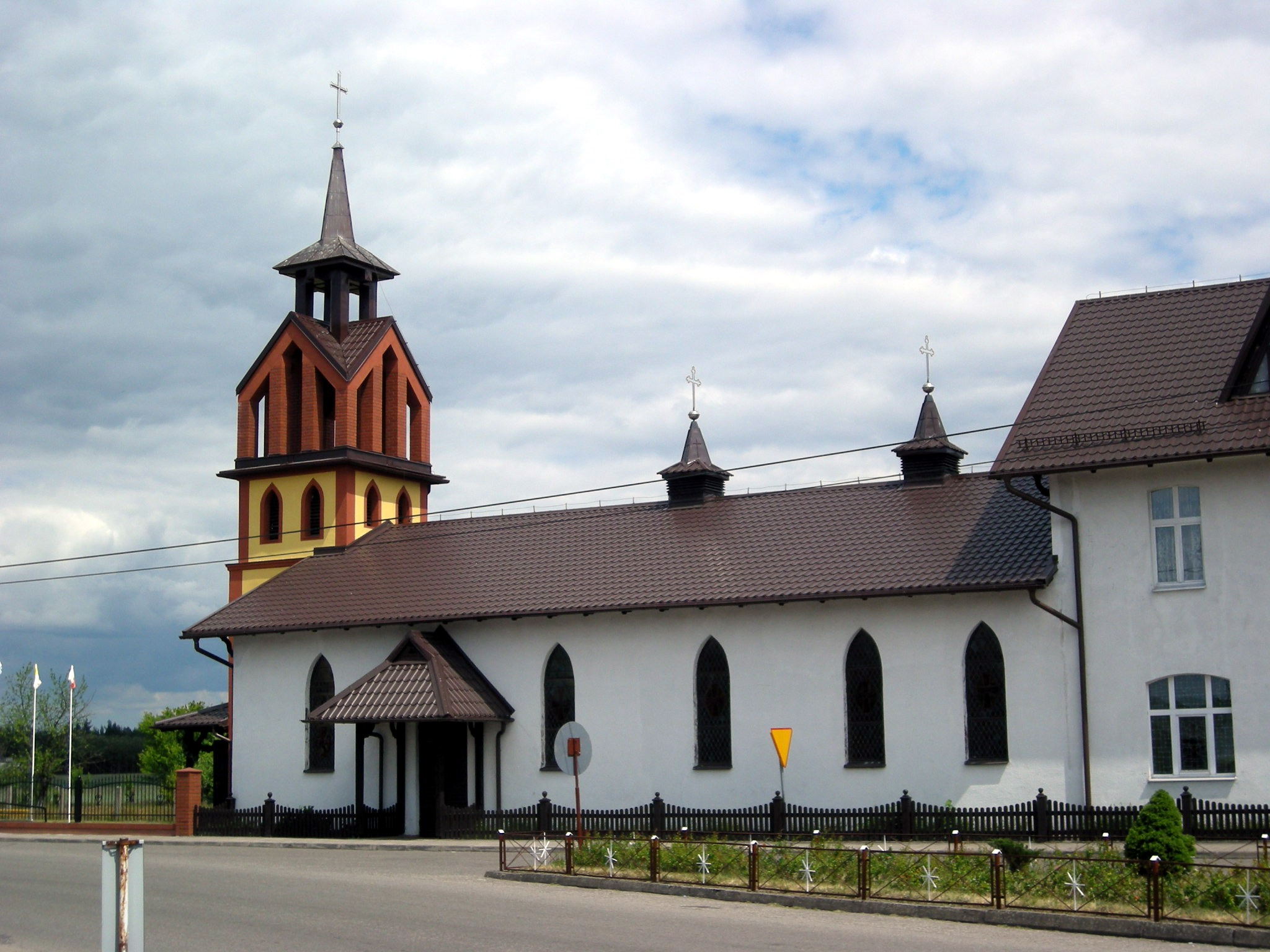
Kirche in Szlachta

Szlachta [ˈʂlaxta] (bis 1945 Schlachta) ist ein Dorf mit einem Schulzenamt in der Gemeinde Osieczna im Powiat Starogardzki in der Woiwodschaft Pommern im Norden Polens, direkt an der Grenze zur Woiwodschaft Kujawien-Pommern. Es liegt etwa 6 km westlich von Osieczna, 36 km südwestlich von Starogard Gdański und 75 km südwestlich von Gdańsk.
Der Ort wurde 1664 erstmals urkundlich erwähnt. Seine Einwohner befassten sich vor allem mit Land- und Forstwirtschaft. 1905 hatte Szlachta 405 Einwohner.
Eine Sehenswürdigkeit ist die Herz-Jesu-Kirche, die zusammen mit dem Pfarrhaus 1923 aus einem ehemaligen Wirtshaus mit Saal entstand.
Szlachta hat einen Bahnhof an der Bahnstrecke Laskowice Pomorskie–Bąk, in dem eine Verbindung nach Lipowa Tucholska an der Bahnstrecke Kościerzyna–Bydgoszcz abzweigt. In alle drei Richtungen bestehen regelmäßige Reisezugverbindungen. Die westliche Seite des Gleisdreiecks ist außer Betrieb, ebenso die ehemalige Bahnstrecke in Richtung Skórcz. Über Landstraßen ist der Ort mit dem Gemeindezentrum Osieczna, der Stadt Czersk und anderen Orten der Umgebung verbunden.

## Persönlichkeiten
- Tadeusz Drążkowski (* 1932), Radrennfahrer